# Медлог
Медлог (словен. Medlog) је насељено место у општини Цеље, Савињска регија, Словенија.

## Историја
До територијалне реорганизације у Словенији био је у саставу старе општине Цеље.

## Становништво
У попису становништва из 2011. године, Медлог је имао 281 становника.
| Број становника према пописима | Број становника према пописима | Број становника према пописима |
| ------------------------------ | ------------------------------ | ------------------------------ |
| 1991                           | 2002                           | 2011                           |
| 299                            | 286                            | 281                            |

Напомена: Године 1952. настала спајањем некадашњих насеља Сподњи Медлог и Згорњи Медлог, која су укинута.